# Mariano Ortega
Luis Mariano Ortega Martínez (* 17. April 1971 in Esparreguera) ist ein spanischer Handballtrainer und ehemaliger Handballspieler, der zumeist auf Rückraum Rechts eingesetzt wurde.
Der 1,89 m große und 87 kg schwere Linkshänder begann seine Profikarriere 1992 bei BM Valladolid in der Liga ASOBAL. 1996 wechselte er zum damaligen Spitzenklub CB Cantabria Santander, mit dem er 1997 und 1998 die Copa ASOBAL sowie 1998 den Europapokal der Pokalsieger gewann. 2001 unterschrieb er bei BM Ciudad Real, mit dem er 2002 und 2003 erneut im Pokalsieger-Wettbewerb triumphierte. 2003 holte er zusätzlich die Copa del Rey de Balonmano, 2004 seine einzige Meisterschaft und die Copa ASOBAL sowie 2005 die Supercopa Asobal und die Copa ASOBAL. Anschließend schloss er sich BM Aragón an. International erreichte er im EHF-Pokal 2006/07 das Finale sowie 2007/08 und 2008/09 das Halbfinale. In der Saison 2008/09 wurde er Spielertrainer und Assistenztrainer. 
Ab 2009 war er Cheftrainer in Aragón. Im Europapokal der Pokalsieger 2011/12 kam er ins Halbfinale. Von 2012 bis 2014 führte er die Mannschaft aus Saragossa jeweils unter die Top 5 der Liga ASOBAL. Ab 2014 trainierte er den portugiesischen Verein Benfica Lissabon. Von Mitte der Spielzeit 2021/2022 bis September 2023 trainierte er den Club Balonmano Villa de Aranda.
Mit der Spanischen Nationalmannschaft gewann Mariano Ortega bei der Weltmeisterschaft 2005 Gold, bei den Europameisterschaften 1998 und 2006 Silber sowie bei der Europameisterschaft 2000 Bronze. Ortega bestritt 131 Länderspiele, in denen er 247 Tore erzielte.